# カメレオン座
カメレオン座 (カメレオンざ、Chamaeleon) は現代の88星座の1つ。16世紀末に考案された新しい星座で、カメレオンをモチーフとしている。天の南極の近くにあるため、日本国内からは見ることができない。

## 主な天体
全天で10番目に小さな星座で、肉眼で見えるめぼしい天体はない。

### 恒星
5つの4等星がある程度で、特に目立つ恒星はない。
2022年4月現在、国際天文学連合 (IAU) によって2個の恒星に固有名が認証されている。
- HD 63454：国際天文学連合の100周年記念行事「IAU100 NameExoworlds」でウルグアイ東方共和国に命名権が与えられ、主星はCeibo、太陽系外惑星はIbirapitáと命名された[5]

そのほか、以下の恒星が知られる。
- α星：見かけの明るさ4.047等の4等星[6]。カメレオン座で最も明るく見える恒星。
- β：見かけの明るさ4.229等の4等星[7]。
- γ星：見かけの明るさ4.12等の4等星[8]。カメレオン座で2番目に明るく見える。
- δ2星：見かけの明るさ4.433等の4等星[9]。
- θ星：見かけの明るさ4.337等の4等星[10]。
- Cha 110913-773444：2004年にハッブル宇宙望遠鏡、セロトロロ汎米天文台、スピッツァー宇宙望遠鏡の赤外線観測データから発見された、星周円盤を伴う低質量の前主系列天体で、準褐色矮星または自由浮遊惑星であると考えられている[11]。

### 星団・星雲・銀河

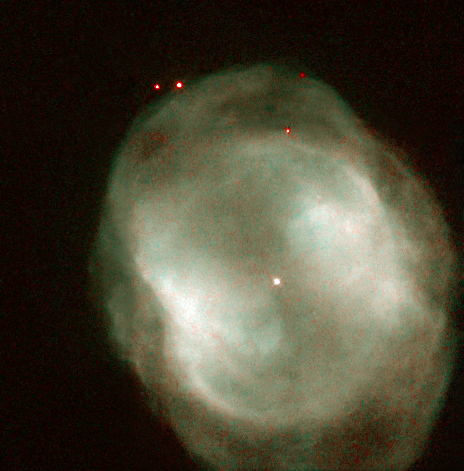
惑星状星雲NGC 3195。

- NGC 3195：太陽系から約6,400光年の距離にある惑星状星雲[12]。パトリック・ムーア（英語版）がアマチュア天文家の観測対象に相応しい星団・星雲・銀河109個を選んだコールドウェルカタログで、最後の109番に選ばれている[13]。

## 由来と歴史
カメレオン座は、1603年にヨハン・バイエルが出版した星図『ウラノメトリア』で世に知られるようになったためバイエルが新たに設定した星座と誤解されることがあるが、実際は1598年にフランドル生まれのオランダの天文学者ペトルス・プランシウスが、オランダの航海士ペーテル・ケイセルとフレデリック・デ・ハウトマンが1595年から1597年にかけての東インド航海で残した観測記録を元に、オランダの天文学者ヨドクス・ホンディウスと協力して製作した天球儀にカメレオンの姿を描き、ラテン語で Chamaeleon という星座名を記したことに始まる。そのため近年はケイセルとデ・ハウトマンが考案した星座とされている。モチーフとされたカメレオンは、東インド航海の際に立ち寄ったマダガスカル島で見たものと考えられている。
ホンディウスやバイエルは、カメレオンの四肢を天の南極に向けた姿で描いているが、18世紀フランスの天文学者ニコラ＝ルイ・ド・ラカイユは、カメレオンの背を天の南極に向けた姿で描いた。
バイエル『ウラノメトリア』の Chamaeleon とラカイユの星図の le Cameleon の比較。
- 『ウラノメトリア』に描かれた Chamaeleon。天の南極に対して四肢を向けている。
- ラカイユの星図（1756年）に描かれた le Cameleon。天の南極に対して背を向けている。

1922年5月にローマで開催されたIAUの設立総会で現行の88星座が定められた際にそのうちの1つとして選定され、星座名は Chamaeleon、略称は Cha と正式に定められた。新しい星座のため星座にまつわる神話や伝承はない。

### 中国
現在のカメレオン座の領域は、中国の歴代王朝の版図からはほとんど見ることができなかったため、三垣や二十八宿には含まれなかった。この領域の星々が初めて記されたのは明代末期の1631年から1635年にかけてイエズス会士アダム・シャールや徐光啓らにより編纂された天文書『崇禎暦書』であった。清代の1752年に編纂された天文書『欽定儀象考成』では『崇禎暦書』の近南極星区がほぼそのまま取り入れられており、カメレオン座の星は「小斗」という星官に配されていた。これは、カメレオン座が北斗や南斗のようにひしゃくのような形をしていることから名付けられたとされる。

## 呼称と方言
日本では明治末期には既に「カメレオン」という訳語が充てられていた。これは、1910年（明治43年）2月に刊行された日本天文学会の会誌『天文月報』の第2巻11号に掲載された、星座の訳名が改訂されたことを伝える「星座名」という記事で確認できる。この訳名は、1925年（大正14年）に初版が刊行された『理科年表』にも引き継がれ、1944年（昭和19年）に天文学用語が見直された際も変わらず継続して採用された。戦後の1952年（昭和27年）7月に日本天文学会が「星座名はひらがなまたはカタカナで表記する」とした際に、Chamaeleon の日本語の学名は「カメレオン」と正式に定まり、以降「カメレオン」が星座名として継続して用いられている。
現代の中国では、広くトカゲ類を意味する言葉を用いて蝘蜓座と呼んでいる。